# Fontes Pereira de Melo
António Maria de Fontes Pereira de Melo (Santa Isabel, Lisboa, 8 de setembro de 1819 – Mercês, Lisboa, 22 de janeiro de 1887) foi um dos principais políticos portugueses da segunda metade do século XIX. Era filho de João de Fontes Pereira de Melo que foi governador de Cabo Verde por duas vezes. António Maria de Fontes Pereira de Melo nunca foi governador de Cabo Verde mas foi eleito deputado pelas ilhas, o que foi o primeiro passo para uma brilhante carreira política.
Depois de um período de agitação política que marcou a primeira metade do século XIX, teve início em 1851 uma nova etapa da monarquia constitucional portuguesa. Esse período foi chamado Regeneração, pois os governos tentaram recuperar o atraso em que Portugal vivia em relação a outros países da Europa, através da modernização da administração e do desenvolvimento económico do país. No primeiro governo da Regeneração foi criado um novo ministério, o das Obras Públicas, do qual Fontes Pereira de Melo se encarregou.
Fontes Pereira de Melo aumentou o número de estradas, construiu o primeiro troço dos caminhos-de-ferro, que ligava Lisboa ao Carregado (hoje, parte da Linha do Norte), iniciou a construção de outros dois caminhos-de-ferro (Vendas Novas e Sintra) e montou a primeira linha telegráfica. Além dessas obras, iniciou a revolução dos transportes e das comunicações inaugurando carreiras regulares de barcos a vapor, os serviços postais e as redes telefónicas. A sua promoção das obras públicas ficou conhecida como o Fontismo.

## Biografia
António Maria de Fontes Pereira de Melo nasceu em Lisboa, a 8 de setembro de 1819, filho de João Fontes Pereira de Melo (Caia e São Pedro, Elvas, 26 de janeiro de 1780 – Santa Isabel, Lisboa, 28 de outubro de 1856), ministro de Estado honorário, e de D. Jacinta Venância Rosa da Cunha Matos (Santa Engrácia, Lisboa, 20 de abril de 1781 – ?), sendo o quarto na ordem de nascimento, de seis irmãos.
Em 1832, aos 13 anos de idade, foi estudar para a Academia dos Guardas Marinhas. Na altura travava-se a Guerra Civil entre constitucionalistas, liderados por D. Pedro IV; e miguelistas, liderados por D. Miguel. D. Miguel concentrava todos os seus meios de ataque contra a capital, e Lisboa não estava suficientemente preparada. O almirante Charles Napier contribuiu com todos os recursos da sua marinha para a resistência da cidade e Fontes Pereira de Melo, apesar da sua tenra idade, participou no combate de 10 de outubro, em que as tropas miguelistas comandadas pelo Marechal de Bourmont foram repelidas. Fontes Pereira de Melo voltou para a Academia, cumprido esse dever para com a pátria, onde foi recompensado com prémios e aprovações com distinção, chegando a receber no seu curso um prémio para recompensar o mérito relevantíssimo que só dois outros alunos haviam recebido em trinta anos.
Acabado o seu curso, Fontes Pereira de Melo desejou prosseguir os seus estudos e matriculou-se voluntariamente na Academia de Fortificação (transformada na Escola do Exército pelas reformas do ensino de 1836), onde se distinguiu no curso de engenharia, tendo passado para essa arma, onde foi promovido a tenente em 1839. Nesse mesmo ano, o seu pai, João Fontes Pereira de Melo, foi nomeado governador de Cabo Verde, tendo-o Fontes acompanhado como seu ajudante. Pereira de Melo incitou o seu pai a que desenvolvesse o mais que pudesse as obras públicas da província e escreveu, para esse fim, um grande número de relatórios. Colaborou como engenheiro nas obras públicas que se empreenderam, sendo uma das obras onde trabalhou o Hospital da Misericórida da Praia. João Fontes terminou o seu governo em 1843 e regressou à metrópole acompanhado da sua esposa. Fontes Pereira de Melo ficou em Cabo Verde por se ter apaixonado por uma senhora cabo-verdiana, D. Maria Josefa de Sousa, filha do negociante Sousa Machado, que virá a desposar. Pouco mais de um ano após o casamento, Fontes regressou a Lisboa com a sua esposa, mas esta faleceu e, pouco depois, faleceu a filha que havia sido o único fruto desse matrimónio. Fontes teve um profundo desgosto com as mortes da sua esposa e da sua filha, tendo ficado quase um ano sem sair de casa.
Mesmo após o término da Guerra Civil, havia ainda lutas que dilaceravam Portugal — rebentara a Revolta da Maria da Fonte em 1846 e o Duque de Saldanha era encarregado de ir ao encontro das tropas revolucionárias. Fontes Pereira de Melo era um dos seus melhores oficiais, e o Duque assim o reconheceu, encarregando-o de fazer um reconhecimento a galope do campo de batalha em Torres Vedras — missão confiada apenas a oficiais em cuja aptidão profissional se tem plena confiança, pois do seu trabalho pode depender o resultado da batalha. Fontes desempenhou a tarefa com bravura e acerto, tendo o Duque dito, tempos depois, que a vitória de Torres Vedras se devia em parte ao jovem oficial, porque o excelente reconhecimento que fizera servira de muito ao general para a escolha e estudo das posições.

## Deputado
Pouco depois, o jovem tenente foi eleito deputado por Cabo Verde, onde tinha as simpatias inspiradas pessoalmente, mas também contava com a grande influência política da família do seu sogro. Todavia, a candidatura de Fontes foi rejeitada pela comissão a 31 de março de 1848, e a sua eleição anulada. O regimento da câmara, todavia, dava-lhe o direito de se defender à barra. Foi, e estreou-se muito positivamente, tendo a sua causa sido apoiada por António José de Ávila, mais tarde Duque de Ávila. A câmara acedeu à candidatura mas, poucos dias depois, apresentou novo parecer idêntico ao anterior. Recomeçou a discussão, tornou Fontes a usar da palavra. A câmara rejeitou o parecer por 48 votos contra 27. Em vista dessa votação, o presidente convidou a comissão a redigir um parecer conforme a deliberação da assembleia. A comissão respondeu a isso demitindo-se. Travou-se novo combate, e alguns membros da comissão retiraram as suas demissões. Três persistiram em as manter, e foram substituídos por António José de Ávila, José Lourenço da Luz e Augusto Xavier da Silva. Assim reconstituída, a comissão deu logo parecer favorável, que foi aprovado em seguida. Fontes Pereira de Melo ficou, assim, deputado.
Fontes tratou de demonstrar o seu talento e as suas capacidades de trabalho. Defendeu estrenuamente o governo liderado pelo Duque de Saldanha na câmara e nas comissões; mesmo assim, não impediu a queda do governo devido à crescente instabilidade política e às divisões no interior do próprio governo.

## Regeneração
Voltou ao poder o Conde de Tomar começando, aí, o período oposicionista de Fontes. Em 1850, o governo apresenta a lei conhecida pelo nome de "Lei das Rolhas", que impunha restrições à liberdade de imprensa, contra a qual se manifestou o país inteiro. Fontes Pereira de Melo demonstrou-se um digno e eloquente intérprete dos sentimentos nacionais, proferindo um notável discurso contra a lei, na câmara.
Em 1851 rebentava a insurreição contra o Conde de Tomar, iniciada pelo Duque de Saldanha, e que encontrou apoiantes em todo o país — a Regeneração. Fontes Pereira de Melo mostrou-se uma figura central da Regeneração, mantendo sempre uma postura oposicionista ao ministério do Conde de Tomar. O governo caiu nesse mesmo ano, organizando-se um governo de transição chefiado pelo Duque da Terceira. O Duque de Saldanha entrou em Lisboa no meio de aplausos e aclamações da população, e tomou o poder das mãos do ministério de transição. No ministério que o Duque formou entravam vários representantes do Partido Progressista, mas nenhum deles verdadeiramente acentuado. Ferreira Pestana, Jervis de Atouguia, Joaquim Filipe de Soure e o Marquês de Loulé.

## No Governo
O Marquês de Loulé, Joaquim Filipe de Soure e Ferreira Pestana pouco tempo ficaram no governo, sendo substituídos por Rodrigo da Fonseca Magalhães e Fontes Pereira de Melo. Rodrigo da Fonseca pôs termo à instabilidade política que se vivia e tratou de dar ao país a tranquilidade. Fontes Pereira de Melo, que partilhava dessas ideias, pretendia restituir a ordem da administração e de fazer o país progredir no sentido dos outros países que eram transformados por melhoramentos e inovações. Pereira de Melo liderou muito pouco tempo o Ministério da Marinha, mas foi o bastante para que se procedessem importantes reformas: a extinção do batalhão naval, a criação do Corpo de Marinheiros, e do Conselho Ultramarino, de forma a facilitar a organização das colónias portuguesas. Seguiu, então para a pasta da Fazenda, onde estabeleceu o pagamento em dia, sem falta, aos funcionários. Em pouco tempo, Portugal sofria uma verdadeira transformação devida à iniciativa arrojada do jovem ministro: refundia-se completamente a organização financeira do país, remodelava-se a circunscrição do município de Lisboa.

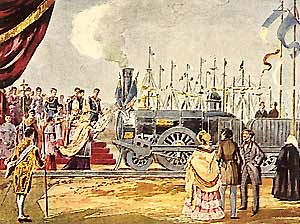
Inauguração dos caminhos de ferro em Portugal a 28 de Outubro de 1856 (Aguarela de Alfredo Roque Gameiro)

Fontes Pereira de Melo criou o Ministério das Obras Públicas, que ele mesmo iria gerir, dando um impulso enormíssimo à construção de estradas, introduzindo os caminhos-de-ferro em Portugal, criando o estudo da indústria e da agricultura em Portugal, fundando o Instituto Industrial e o Instituto Agrícola.
No dia 15 de novembro de 1853, morreu inesperadamente a rainha D. Maria II, tendo o seu filho primogénito, D. Pedro, apenas 16 anos. O Conde de Tomar e o Conde da Taipa preparavam-se, agora, para formar uma oposição forte, aproveitando-se do enfraquecimento do governo. Fontes bateu-se na tribuna, enunciando não só os serviços que a sua administração prestara aos empregados, podia lembrar que tinha gasto 400 contos em obras públicas, mas que construíra 460 quilómetros de estradas, e tinha 120 em construção, edificara 17 pontes, assegurara por meio de subsidio a navegação a vapor no Tejo e no Sado e entre Lisboa e os Açores, que finalmente não só contratara a construção do caminho de ferro internacional, mas também introduzira em Portugal a telegrafia elétrica, estabelecendo uma rede telegráfica. Obras que só depois se executaram, foram também por ele decretadas ou iniciadas neste período tais como o estabelecimento das Águas de Lisboa, o caminho-de-ferro entre Lisboa e Sintra, as docas do porto de Lisboa.
Fontes Pereira de Melo tratou, aí, de restabelecer o crédito do país no estrangeiro. Como condição para que a Bolsa de Valores Londrina desse cotação aos fundos portugueses, Pereira de Melo viu-se forçado a criar novos impostos. A oposição conseguiu, com efeito, aproveitar para agitar o país. Sem condições para governar o país, o governo demitiu-se a 6 de Junho de 1856. Sucedeu-lhe um governo liderado pelo Duque de Loulé, que logo anunciou que o seu programa era o mesmo dos seus predecessores.
Quando o Duque da Terceira voltou ao poder em 1859, Fontes Pereira de Melo chefiou o Ministério do Reino, gerindo-o por 16 meses. Fontes deixou a sua passagem pela pasta marcada, novamente, no país: foi responsável pela implantação da lei eleitoral de 1859, mais liberal; pela transferência do conselho superior de instrução publica de Coimbra para Lisboa; a passagem da Escola Politécnica para a jurisdição do Ministério do Reino; a lei que concedeu pensões aos que se tinham distinguido na verdadeira campanha contra febre amarela; a restauração do Mosteiro dos Jerónimos; a criação do Hospital de Dona Estefânia. O Duque da Terceira falece em 1860, deixando o governo sem presidência, que resolveu pedir demissão. Sucedeu-lhe, novamente, o Partido Histórico, com um governo encabeçado pelo Duque de Loulé.
O mandato do Duque de Loulé, todavia, coincidiu com uma série de infortúnios: morreu o infante D. Fernando, logo depois o rei D. Pedro V, pouco depois o infante D. João, e o infante D. Augusto chegou a estar, por assim dizer, moribundo. O povo, suspeitando crimes, envenenamentos, tumultuava em torno do paço, e acusava os ministros. Fontes, apesar de encabeçar a oposição, demonstrou o seu carácter ao não se aproveitar da situação, dando apoio, ao invés, ao governo.

## Presidência do Conselho de Ministros

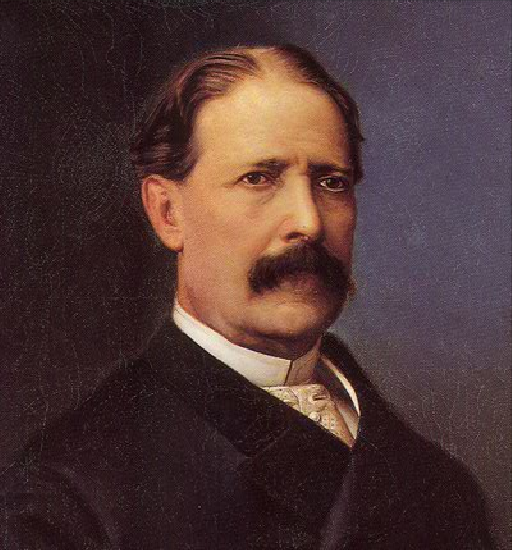
Fontes Pereira de Melo em 1881, aquando da sua terceira presidência do Conselho de Ministros.

A 13 de setembro de 1871, o Partido Regenerador subiu novamente ao poder, formando-se o primeiro governo a que presidiu Fontes Pereira de Melo. Este governo reconstituiu o país, que a revolta da Janeirinha e a série de governos efémeros que dela resultaram, desorganizara completamente. O crédito e a riqueza publica elevaram-se rapidamente, e o país com plena confiança no futuro. O governo presidido por Fontes Pereira de Melo conseguiu ainda remediar os efeitos da crise bancária de 1876.
O governo demitiu-se em 1877, deparando-se com uma certa dificuldade nos debates parlamentares, sendo chamado o reformista Marquês de Ávila a constituir governo, que só durou um ano. Em 1878, Fontes Pereira de Melo encabeçou novo governo. As eleições de 1878, se bem que tivessem dado ao ministério uma forte maioria, tinham levado também ao parlamento bastantes deputados da oposição. Fontes foi o primeiro a entender que não deviam teimar em manterem-se num governo fraco e, em maio de 1879, pediu a demissão do gabinete, que lhe foi concedida, sendo chamado Anselmo Braamcamp a organizar gabinete.

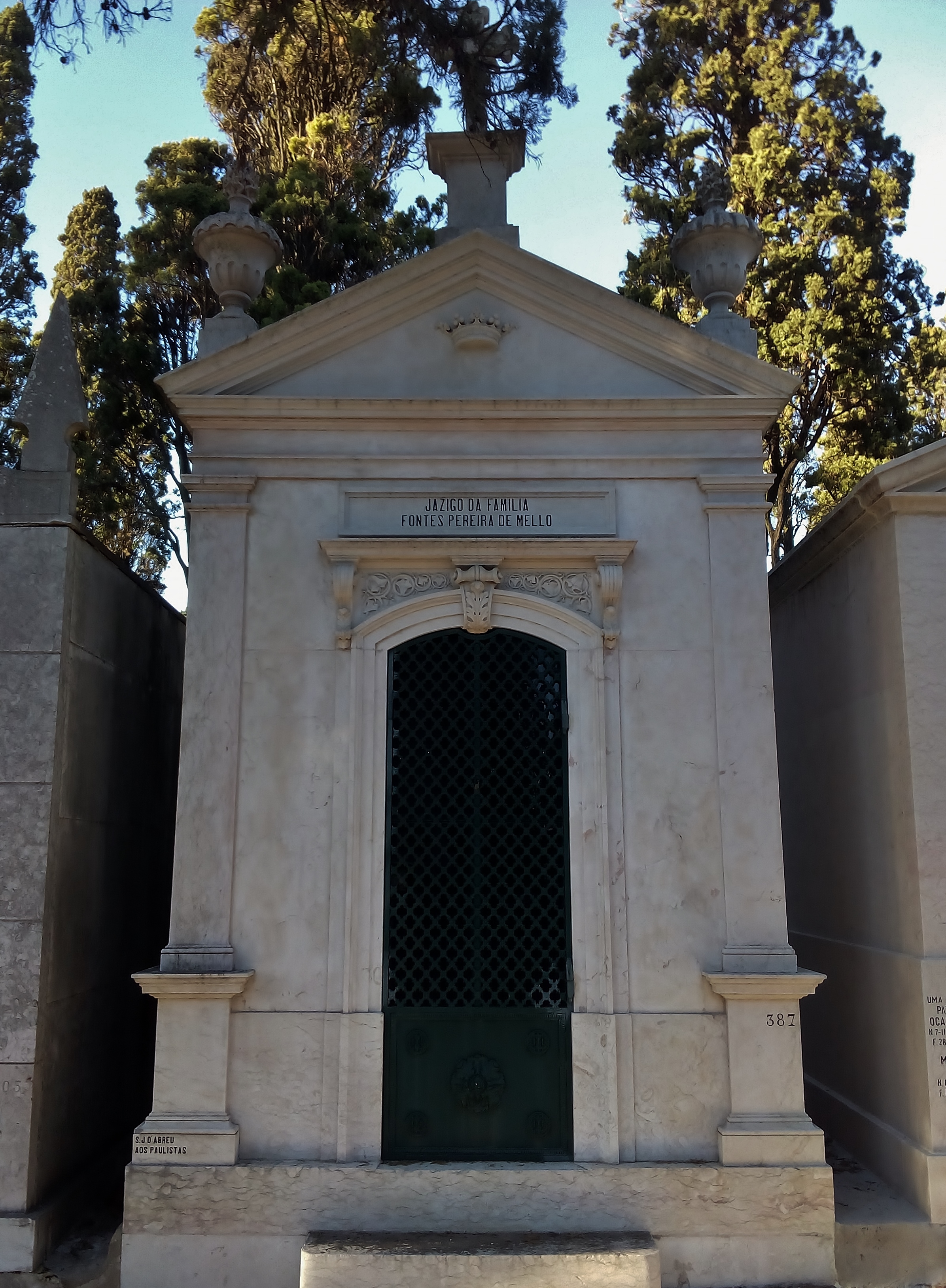
Jazigo da família Fontes Pereira de Melo, no Cemitério dos Prazeres

Em 1880 tomou posse da presidência da Comissão Central 1.º de Dezembro de 1640 de 31 de Janeiro de 1880 a 22 de Janeiro de 1877.
Em 1881, foi-lhe dada a presidência da Câmara dos Pares, após a morte do Duque de Ávila e Bolama. No dia 11 de novembro desse mesmo ano, Fontes foi encarregado de organizar novo governo. Este novo governo teve uma missão principal: modificar a constituição do Estado por um novo Ato Adicional à Carta Constitucional, que se promulgou em 1885, que transformava a câmara dos pares de hereditária em vitalícia. A reforma da organização do exército, reponsabilidade de Fontes Pereira de Melo, data também desse tempo: criaram-se seis novos regimentos de infantaria, dois de cavalaria, um de artilharia, transformaram-se os batalhões de caçadores em regimentos, deram-se dois Majores a cada regimento, comandando cada um deles um batalhão. Antes de sair do ministério, deu também Fontes Pereira de Melo um largo impulso à organização dos torpedos, comprando novos torpedeiros, que só chegaram a Portugal depois da sua saída do governo, que se deu a 16 de fevereiro de 1886.

## Morte
Após o término da sua terceira chefia de um governo, Pereira de Melo é sucedido por José Luciano de Castro. No princípio do ano de 1887 preparava-se para encetar uma nova campanha de oposição contra o gabinete, e dirigia ativamente os trabalhos eleitorais, quando faleceu, duma súbita doença.
Faleceu aos 67 anos de idade, a 22 de janeiro de 1887, no Palácio do Páteo do Tijolo, número 6, freguesia das Mercês, Lisboa, onde residia. A sua morte causou sensação, tanto a amigos como a adversários, e a sua falta foi geralmente sentida, porque se perdera um dos maiores estadistas de Portugal.
Encontra-se sepultado no Cemitério dos Prazeres, em jazigo de família.